# Fraxinus excelsior
Fraxinus excelsior là một loài thực vật có hoa thuộc Họ Ô liu (Oleaceae), Chi Tần bì. Đây là loài bản địa của phần lớn châu Âu và cả nhiều dãy núi tại Kavkaz và Alborz.

## Phân bố
Fraxinus excelsior là loài bản địa châu Âu, phân bố từ miền bắc Tây Ban Nha tới Nga, và từ miền nam Scandinavia tới miền bắc Hy Lạp. Nó cũng có nguồn gốc từ Tây Nam Á, từ miền bắc Thổ Nhĩ Kỳ về phía đông tới Kavkaz và Alborz. Cực bắc của phạm vi phân bố nằm ở vùng Trondheimsfjord của Na Uy. Chúng được đem trồng và đã sống tự nhiên tại New Zealand và một vài khu vực rãi rác thuộc Hoa Kỳ và Canada.
Nó hiện diện khắp quần đảo Anh, thường mọc trên đá vôi, như ở miền bắc Scotland. Loài cây này được trồng rộng rãi ở nhiều nơi.

## Giống
Fraxinus excelsior có một số giống khác nhau;
- Fraxinus excelsior 'Aurea'[9]
- Fraxinus excelsior 'Aurea Pendula' (Weeping Golden Ash)
- Fraxinus excelsior 'Autumn Blaze'
- Fraxinus excelsior 'Autumn Purple'
- Fraxinus excelsior 'Crispa'
- Fraxinus excelsior 'Diversifolia'
- Fraxinus excelsior 'Erosa'
- Fraxinus excelsior 'Jaspidea'
- Fraxinus excelsior 'Monophylla'
- Fraxinus excelsior 'Nana'
- Fraxinus excelsior 'Pendula' (Weeping Ash), một trong những giống nổi tiếng nhất, được trồng rộng rãi vào thời kỳ Victoria.
- Fraxinus excelsior 'Skyline'.